# Baldaquino da Basílica de São Pedro
O Baldaquino é um cibório ou baldaquino monumental, no altar papal acima do túmulo de São Pedro situado dentro da Basílica de São Pedro, em Roma, e criado por Gian Lorenzo Bernini. Foi elaborado para o Papa Urbano VIII.
Trata-se de um alto baldaquino de bronze dourado, de quase 30 metros de altura, construído de 1624 a 1633. Dos plintos em mármore, que mostram o escudo de armas do papa, erguem-se quatro colunas torsas que suportam o peso do baldaquino com um globo e uma cruz. O desenho é exuberante, cheio da energia e movimento próprios ao Barroco, a solução ideal para o imenso espaço aberto no interior pelo domo central.
Para obter bronze suficiente o papa ordenou derreter bronzes antigos do Panteão, fazendo com isso o povo de Roma dizer: "O que os bárbaros não conseguiram fazer, fizeram os Barberini".

## Concepção e design

### Histórico
A ideia de erguer um baldaquino para assinalar o túmulo de São Pedro não foi ideia do próprio Bernini, pois já existiam várias estruturas com colunas. Mesmo antes do papado de Urbano VIII, sob o qual a obra da basílica foi concluída, baldaquinos temporários eram usados no interior durante a Quaresma e outras celebrações eclesiais.
Nessa época, a maioria das basílicas mais importantes de Roma possuíam baldaquinos permanentes. Era um conceito que se mantinha desde o habitual pálio dos antigos catafalcos e nos pálios com que eram exaltados os papas e os monarcas de Espanha. Neste contexto, na década de 1610 Carlo Maderno, antecessor de Bernini, foi contratado para desenhar um baldaquino permanente para São Pedro, no qual já incorporava colunas salomónicas.
Na verdade, a Basílica Velha de São Pedro possuía doze colunas salomónicas, que formavam uma tela diante do altar e que foram trazidas da Grécia pelo imperador Constantino I no século II. Na Idade Média foi alegado que provinham do tabernáculo do Templo de Salomão (daí o seu nome colunas salomónicas). O certo é que são de mármore grego. Oito destas colunas estão preservadas no interior da basílica, por cima das estátuas viradas para o baldaquino, e duas estão na Capela do Santíssimo Sacramento. Das duas restantes, uma perdeu-se e a última faz parte do Tesouro (junto à Sacristia), sendo conhecida por colonna degli ossessi (dos possessos), porque, segundo a tradição, é aquela em que Jesus estava apoiou a pregação aos doze anos e acreditava-se, na Idade Média, que tinha o poder de expulsar os demónios durante os exorcismos.

### O projecto de Urbano VIII e Bernini
Ao chegar gradualmente ao papado, o Cardeal Maffeo Barberini, que viria a tomar o nome pontifício de Urbano VIII (1623-1644), encomendou aquele que viria a ser o seu artista e protegido favorito, Gian Lorenzo Bernini (1598-1680), a criação de um grande móvel litúrgico sobre o local onde se encontra o túmulo de São Pedro, centro espiritual da basílica do Vaticano, sob a grande cúpula que Miguel Ângelo tinha erguido.
Bernini recebeu esta importante encomenda quando tinha apenas 25 anos. Ao longo da sua carreira, as suas obras tiveram sempre uma grande carga cenográfica, circunstância que foi provavelmente tida em conta por Urbano VIII, que procurou engrandecer a sua imagem pessoal junto da Igreja Católica num período muito tumultuoso para esta. Por isso, a obra está carregada de simbolismos, como a assimilação do Templo de Salomão à fé católica através das suas colunas e a ligação que cria entre a abóbada celeste representada pela cúpula, a autoridade papal e a autoridade expressamente o seu bastão e o apóstolo que está por baixo da cripta, todos no mesmo eixo vertical.
A obra começou em 1623 e terminou em 1634 e tem a função de realçar e enquadrar a presença do altar papal que de outra forma poderia parecer insignificante na imensidão do templo. Por outro lado, recupera a tradição cristã primitiva de colocar altares sobre os túmulos dos mártires e sob os dosséis. Esta obra-prima do estilo barroco foi realizada na oficina de Bernini, com Pietro Bernini, seu pai, como primeiro oficial e com a colaboração de Francesco Borromini de 1629 até ao final da peça, antes de surgir uma grande rivalidade entre os dois. Outros artistas contribuíram para a decoração escultórica, como o seu irmão Luigi Bernini, Stefano Maderno, François Duquesnoy, Andrea Bolgi e Giuliano Finelli.

## Descrição

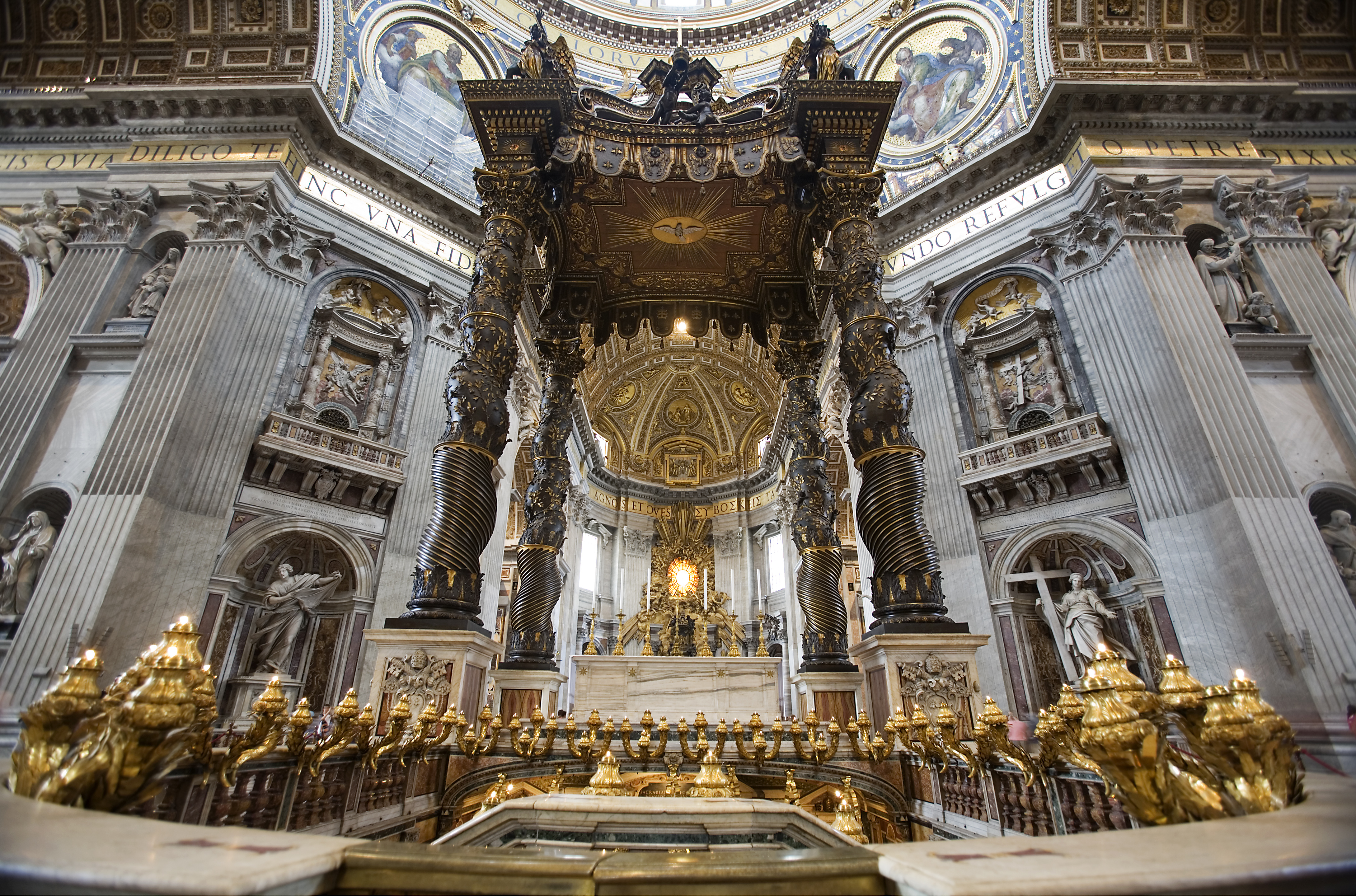
Vista do baldaquino e do altar papal da entrada da cripta do túmulo de São Pedro

Obra de Bernini, 28,5 m de altura, assenta sobre quatro gigantescas colunas salomónicas de 20 m. em altura. Para a sua montagem foram fabricados separadamente as bases —construídas em mármore branco —, os capitéis e o fuste, que por sua vez foi fabricado em três segmentos. Aparecem cobertas por uma densa ornamentação de volutas, folhas de loureiro e cachos naturalistas. O louro, que substitui as folhas de videira que ocupavam a mesma posição, pode ser uma alegoria do reconhecido talento poético de Urbano VIII em língua latina, uma vez que os poetas clássicos foram coroados com ele. Os cachos simbolizam a Eucaristia e parecem ser oferecidos por Abelhas em alusão à família Barberini, cujo brasão da família apresenta três destes insetos. De facto, no coroamento do baldaquino e nos pódios ou bases há uma presença profusa destes símbolos heráldicos barberianos. São também mostrados com um halo de raios como uma alegoria da mesma família, pois este é outro elemento do seu brasão de armas.
As colunas são da ordem coríntia, embora de um eixo numa helicoide, chamada salomónica, decorado com os ramos da azeitona e do louro. São encimados por um capitel composto e, acima deste, por um entablamento, adornando as cornijas com grinaldas de faixas têxteis. O dossel tem quatro volutas feitas por Pietro Bernini e Borromini.

Brasão da Família Barberini

No topo do entablamento aparecem querubins com o dobro do tamanho de um ser humano e um grupo escultórico de dois querubins que transportam respectivamente a tiara papal e as chaves de São Pedro como símbolos papais. Atrás delas e partindo dos capitéis, erguem-se volutas em forma de voluta, criando um jogo côncavo-convexo que introduz um grande dinamismo, próprio do barroco. O conjunto converge num segundo entablamento no nível mais alto, coroado por um orbe e uma cruz sobre ele que simbolizam a universalidade da Igreja. O entablamento do nível inferior, que constitui uma teto sobre o O altar papal é também ornamentado com o sol radiante de Barberini com o Espírito Santo em forma de pomba no centro.
A posição ocupada pelo baldaquino sob a cúpula obriga a que o altar-mor seja deslocado para o centro do transepto e não para a ábside, como corresponde à tradição cristã da época. Para recuperar a tradição, Bernini coloca um outro elemento capitel na abside, na posição que normalmente ocuparia o altar-mor. Trata-se da Cadeira de São Pedro, outra magnífica composição barroca do mesmo autor construída entre 1656 e 1665.
Para a execução do baldaquino, os bronze do pronaos do Panteão de Agripa foram extraídos, fundidos e reciclados, embora alguns autores indiquem que a maior parte dos O bronze veio de Veneza Tomando materiais "emprestados" como mármore, metais, pedras preciosas, etc. de algumas obras de arte para as utilizar noutras era uma prática comum em Roma Os canhões do Castello Sant'Angelo eram também fundidos com o bronze do Panteão.
O resultado é uma obra que, apesar das suas dimensões ciclópicas, apresenta uma leveza e uma transparência extraordinárias, ao ponto de parecer ondular ao sabor do vento. A ilusão de movimento da estrutura é tal que parece que as grades do acabamento estão a tremer. Nada disto deveria ser surpreendente, uma vez que o projecto de Bernini, como foi dito, imita o aparato efémero construído para a canonização de Santa Sabela de Portugal. É surpreendente como o baldaquino se harmoniza com o templo, apesar do seu contraste cromático-escuro em ambiente claro-, bem como a textura e a geometria. Representa uma ruptura formal absoluta com o cenário para o qual foi concebido e, no entanto, enquadra-se tão bem que se torna um dos seus elementos mais essenciais.

## Transcendência da obra
O baldaquino é talvez o elemento mais sumptuoso entre os inúmeros que a Basílica do Vaticano possui. Representou uma grande inovação em termos de materiais e de design que marcaria o percurso do estilo barroco. Esta é a obra mais marcante de Bernini, que anos mais tarde criaria a Praça de São Pedro com a sua imponente colunata e também a Cátedra, na abside da basílica. Foi muito celebrado na sua época.
As suas colunas salomónicas, que foram utilizadas nesta obra pela primeira vez desde a antiguidade, bem como a densa decoração com vinhas e outros elementos vegetais, foram fonte de inspiração para inúmeras obras barrocas futuras, superando a controvérsia inicial gerada como consequência do dano causado no Panteão. Na verdade, por causa desta pilhagem, a frase Quod non fecerunt barbari, fecerunt Barberini (O que os bárbaros não fizeram, os Barberini fizeram), tornou-se popular.
Com o advento do Neoclassicismo, o colossal baldaquino passou a simbolizar a desordem e o excesso dos artistas barrocos.